# Julius Stinde
Julius Ernst Wilhelm Stinde, född den 28 augusti 1841 i Kirch-Nuchel i östra Holstein, död den 7 augusti 1905, var en tysk författare.
Stinde var först fabrikskemist samt ägnade sig, sedan han övertagit redaktionen av "Hamburger Gewerbeblatt", åt naturvetenskapligt och belletristiskt författarskap. Han utgav bland annat Naturwissenschaftliche Plaudereien (1873; svensk översättning "Från naturens dolda verkstad", 1892), flera komedier på lågtyska, sagor och Waldnovellen (1881; 2:a upplagan 1885). Mest bekant blev Stinde genom sin i en mängd upplagor utkomna, på sin tid särdeles populära, humoristisk-burleska romanserie Buchholzens in Italien (1883; "Borgarfolk på resa", 1885; 3:e upplagan 1910), Die Familie Buchholz (1884; "Borgarfolk", 1885; 5:e upplagan 1909), Der Familie Buchholz zweiter Theil (1885; "Borgarfolk", 1886), Der Familie Buchholz dritter Theil (1886; "Fru Wilhelmina", 1887), Frau Buchholz im Orient (1889; "Fru Buchholz i Orienten", samma år), Frau Wilhelmine Buchholz' Memoiren (1895; svensk översättning samma år) och Hotell Buchholz. Ausstellungserlebnisse (1896).